# Victoire de l'album rock
La Victoire de l'album rock de l'année (ou Victoire de l'album pop-rock de l'année selon les années) est une ancienne récompense musicale française décernée annuellement lors des Victoires de la musique en 1985, 1986 et de 2001 à 2019. Elle venait primer le meilleur album rock selon les critères d'un collège de professionnels.

## Palmarès

### Années 1980
- 1985 : Un autre monde de Téléphone
- 1986 : Passé le Rio Grande d'Alain Bashung

### Années 1990
- 1999 : Fantaisie militaire d'Alain Bashung

### Années 2000
- 2000 : Sang pour sang de Johnny Hallyday
- 2001 : Comme on a dit de Louise Attaque
- 2002 : Des visages, des figures de Noir Désir
- 2003 : Paradize d'Indochine
- 2004 : Tu vas pas mourir de rire de Mickey 3D
- 2005 : French bazaar d'Arno
- 2006 : À plus tard crocodile de Louise Attaque (2)
- 2007 : Wow de Superbus
- 2008 : L'Invitation d'Étienne Daho
- 2009 : L'Homme du monde d'Arthur H

### Années 2010
- 2010 : Izïa d'Izïa
- 2011 : Ginger de Gaëtan Roussel
- 2012 : So Much Trouble d'Izïa (2)
- 2013 : Can Be Late de Skip the Use
- 2014 : Bankrupt! de Phoenix
- 2015 : Shake Shook Shaken de The Dø
- 2016 : Mandarine des Innocents[1]
- 2017 : Anomalie de Louise attaque (3)
- 2018 : The Evol' de Shaka Ponk
- 2019 : Radiate de Jeanne Added